# Bahnhof Whitechapel

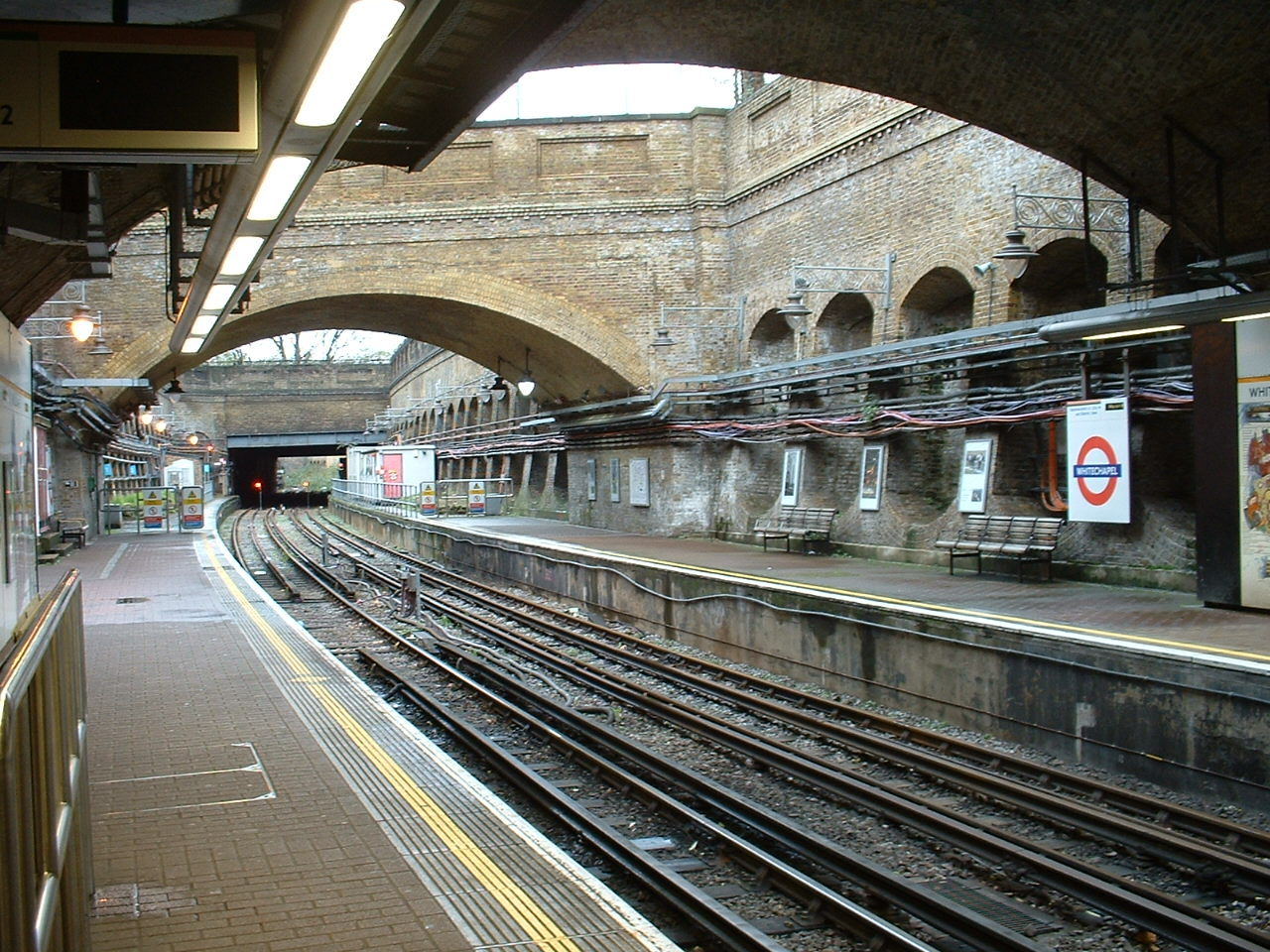
Bahnsteige der East London Line (2007)

Der Bahnhof Whitechapel ist ein gemeinsamer Bahnhof von London Underground, London Overground und Crossrail im Stadtbezirk London Borough of Tower Hamlets. Er liegt in der Travelcard-Tarifzone 2, an der Kreuzung von Whitechapel Road und Brady Street. Auf der oberen Bahnhofsebene verkehren in West-Ost-Richtung die District Line und die Hammersmith & City Line, auf der unteren Ebene in Nord-Süd-Richtung die East London Line. Im Jahr 2016 nutzten 14,37 Millionen U-Bahn-Fahrgäste den Bahnhof, hinzu kommen 14,128 Millionen Fahrgäste der Eisenbahn.
Westlich von Whitechapel befand sich eine Verbindungskurve (die so genannte St Mary’s Curve) zwischen der District Line und der East London Line. Diese wurde bis 1941 im Fahrgastverkehr befahren, danach bis 2008 nur noch gelegentlich verwendet, um Züge zwischen den Linien auszutauschen. Ebenfalls westlich von Whitechapel befindet sich die seit 1938 geschlossene Station St Mary’s (Whitechapel Road).

## Geschichte

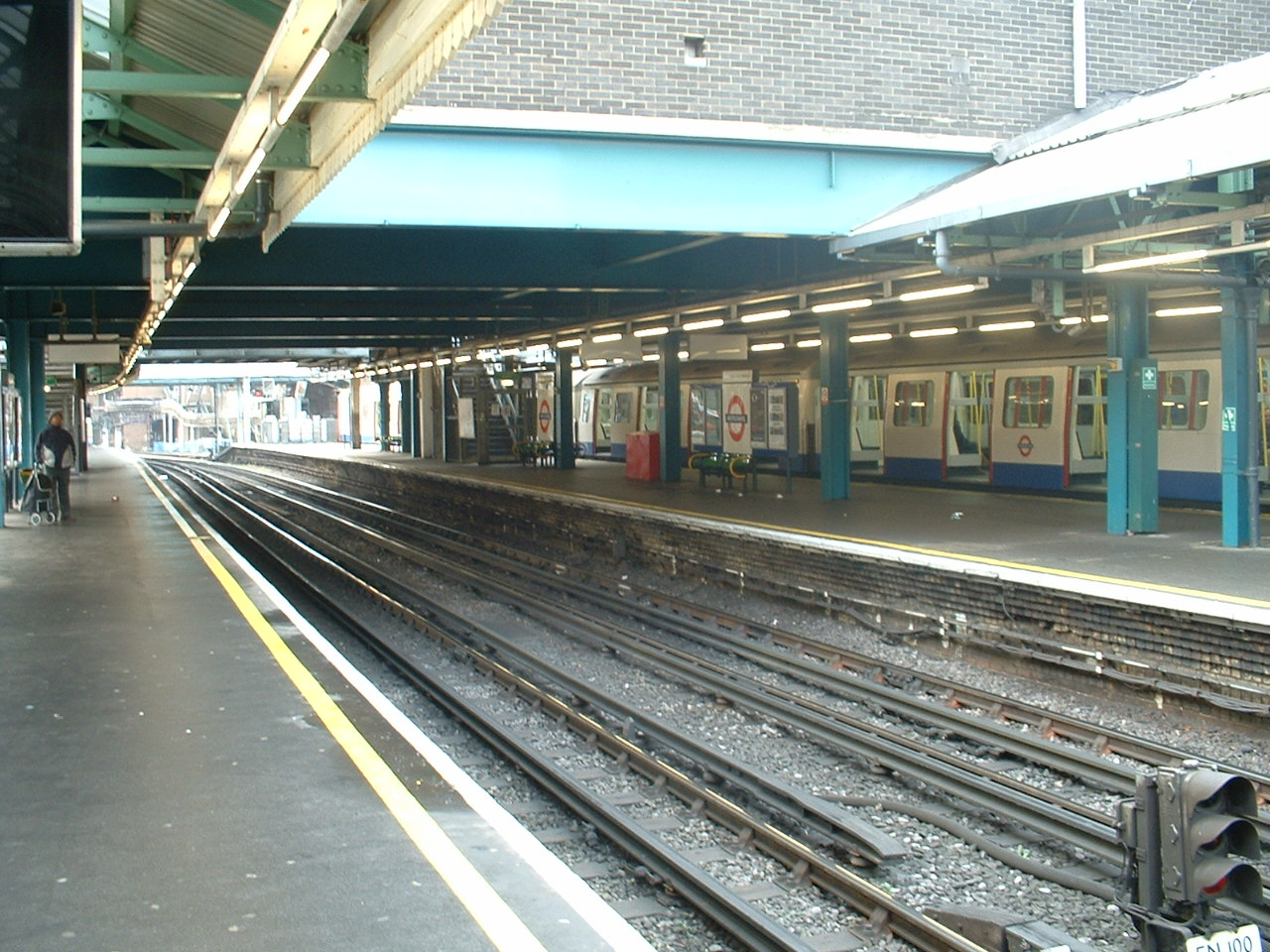
Bahnsteige der District Line

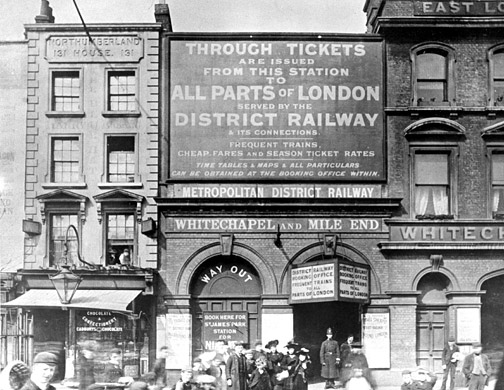
Der Bahnhof Whitechapel im Jahr 1886

Die Eröffnung des Bahnhofs Whitechapel erfolgte am 10. April 1876, als die East London Railway (ELR) die Strecke zwischen Wapping und Liverpool Street in Betrieb nahm. Die ELR war im Besitz der Strecke und der Stationen, führte selbst aber keinen Bahnbetrieb durch. Von Beginn an nutzten mehrere Gesellschaften die Strecke, darunter die London, Brighton and South Coast Railway (LB&SCR), die London, Chatham and Dover Railway (LC&DR) und die South Eastern Railway (SER); später kam auch die Great Eastern Railway (GER) hinzu.
Am 6. Dezember 1884 eröffnete die District Railway (Vorgängergesellschaft der District Line) einen eigenen Bahnhof über dem bereits bestehenden der ELR, als Teil der von Mansion House hierhin führenden Strecke. Der Bahnhof erhielt den Namen Whitechapel (Mile End). 1885 wurde der Personenverkehr zwischen Whitechapel und Liverpool Street eingestellt, am 13. Januar 1901 erhielt der Bahnhof seinen heutigen Namen. Vom 1. Februar bis zum 2. Juni 1902 war er vorübergehend geschlossen, als die District Railway die gemeinsam mit der London, Tilbury and Southend Railway (LT&SR) errichtete Whitechapel and Bow Railway nach Bromley-by-Bow in Betrieb nahm. Nun verkehrten District-Züge auf LT&SR-Gleisen nach Upminster, im Sommer bis Southend-on-Sea.
1905 wurde die Strecke der District Railway elektrifiziert. Ab 1906 verlängerte die Metropolitan Railway den Bahnbetrieb nach Whitechapel, 1936 darüber hinaus nach Barking. Zeitweise fuhren Züge auch nach Shoreditch. Der Metropolitan-Streckenast nach Barking ist heute Teil der Hammersmith & City Line. Vom 2. Dezember 1906 bis zum 31. März 1913 verkehrten die Züge auf der East London Line nur zwischen Whitechapel und Shoreditch, den südlichen Abschnitt befuhren lediglich Güterzüge. Nach der Schließung der St Mary’s Curve für den Personenverkehr am 6. Oktober 1941 wurde die East London Line zu einer reinen Zubringerlinie heruntergestuft.
In den 1980er Jahren erwog London Regional Transport die Umwandlung der schwach frequentierten East London Line in eine Stadtbahn, ähnlich wie die Docklands Light Railway. Ein weiterer Plan war die Reaktivierung der Verbindungskurve bei Shoreditch zum Bahnhof Liverpool Street. Vom 25. März 1995 bis zum 25. März 1998 war die gesamte Strecke wegen Modernisierungsarbeiten im Thames Tunnel für jeglichen Verkehr gesperrt. Als Vorbereitung auf die Verlängerung der East London Line wurde der Abschnitt Whitechapel–Shoreditch am 9. Juni 2006 stillgelegt. Zuvor verkehrten die Züge dort nur während der Hauptverkehrszeit und am Sonntagmorgen. Ab 22. Dezember 2007 war der Bahnhof der East London Line erneut geschlossen. Die Linie wurde an beiden Enden verlängert und am 27. April 2010 wiedereröffnet. Seitdem ist die East London Line Bestandteil des Streckennetzes von London Overground.
Im Rahmen des Crossrail-Projekts entstand unter der U-Bahn-Station ein Bahnhof für die Elizabeth Line, eine S-Bahn-ähnliche Verbindung durch die Innenstadt, die hier am 24. Mai 2022 in Betrieb genommen wird. Östlich davon wird sich der Tunnel in zwei Äste zur Great Eastern Main Line bis Shenfield und zur North Kent Line bis Abbey Wood verzweigen. Die Bahnsteige der Elizabeth Line befinden sich nördlich des bestehenden Bahnhofs, der Zugang erfolgt über Rolltreppen. Im Zuge dessen wurde der Bahnhof komplett neu errichtet und 2009 die Wendebahnsteige der Hammersmith & City Line entfernt, so dass seit diesem Zeitpunkt alle Züge dieser Linie bis Barking verkehren.

## Verkehr
Eisenbahn
Auf der Windrush Line der London Overground verkehren im Grundsatz 16 Züge pro Stunde und Richtung, nordwärts bis Dalston Junction oder Highbury & Islington, südwärts bis New Cross, New Cross Gate, Crystal Palace oder Clapham Junction.
Auf der Elizabeth Line verkehren außerhalb der Hauptverkehrszeiten 16 Züge pro Stunde und Richtung, westwärts bis Paddington und teilweise weiter bis Heathrow Terminal 4, Heathrow Terminal 5, Maidenhead oder Reading; ostwärts je hälftig bis Abbey Wood und Shenfield.
London Underground
Die District Line hält in Whitechapel mit den Relationen Wimbledon–Barking (3 Züge pro Stunde), Richmond–Upminster (6 Züge pro Stunde) und Ealing Broadway–Upminster (6 Züge pro Stunde).
Die Hammersmith & City Line verkehrt sechsmal stündlich zwischen Hammersmith und Barking. Bis 2009 endeten alle H&C-Züge außerhalb der Hauptverkehrszeiten in Whitechapel.

## Trivia
Aufgrund der großen Bengali-Community in der Umgebung des Bahnhofs verfügt Whitechapel seit März 2022 über zweisprachige Beschriftungen (Englisch und Bengali).